# Colégio de Guerra Naval

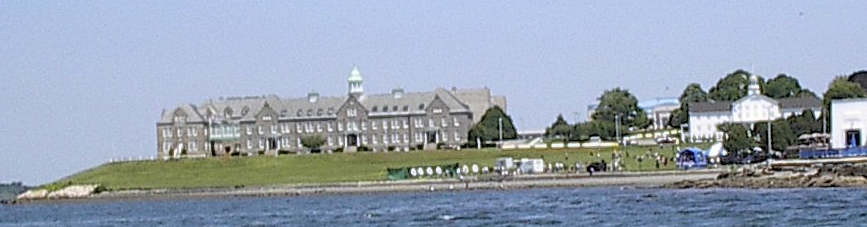
Colégio de Guerra Naval

O Colégio de Guerra Naval (Naval War College  - NWC ou NAVWARCOL) é uma instituição educativa e de pesquisa da Marinha dos Estados Unidos construída em 1884, especializada no desenvolvimento de ideias para a guerra naval, passando esses conhecimentos e ideias aos oficiais da Marinha. O Colégio localiza-se em Newport, Rhode Island. Adicionalmente aos cursos, o Colégio alberga diversas conferências e simpósios.